# 薇琪·麥蓉
薇琪·麥蓉（英語：Vicki Myron，1947年—）是美國的圖書館員、暢銷書作家，擔任史班賽公共圖書館館長超過20年。她最知名的作品是與布雷·威特合作撰寫的《圖書館裡的貓》，該書在出版後於國際上暢銷一百萬冊，描述了她所收養的圖書館貓杜威的生平故事。

## 早年
薇琪·麥蓉出生於美國愛荷華州的一個小鎮史班賽。中學時期，她就讀哈特雷高中，畢業後搬至明尼蘇達州的曼卡托，并在那裡工作；1970年她和威利·麥容成婚，兩人共育有一名女兒裘蒂。
薇琪分別先後取得明尼蘇達州立大學曼卡托分校的學士學位及恩波利亚州立大学的碩士學位。在學習期間，她由於丈夫的酗酒問題而選擇離婚，獨自扶養女兒長大。

## 職業
1982年，已大學畢業的薇琪回到家鄉史班賽，開始在史班賽公共圖書館工作，1987年，她被圖書館理事會任命為館長。
1988年1月的一個寒冷夜晚裡，薇琪在還書箱內發現了一隻才八個月大的小貓。薇琪決定收留牠，並將其命名為杜威·樂讀·布克斯（Dewey Readmore Books）。經過圖書館理事會的認可，杜威成為駐館的圖書館貓，牠長大之後熱衷於和顧客互動，经媒體廣泛報導后全球知名；2006年杜威逝世後，《紐約時報》等250家報紙上都刊登了它的訃告。
杜威逝世一年後，薇琪於圖書館退休，與書刊編輯布雷·威特一同撰寫杜威的傳記。2008年《圖書館裡的貓》出版，被翻譯成多國語言，全球售出一百万本。新線影業旋即買下了該書的改編權，計畫將其拍成電影《杜威》（Dewey），預定由梅莉·史翠普出演主角薇琪·麥蓉；但該電影的製作一再擱置，薇琪也在2012年表示不滿意劇本內容。
2010年，薇琪和布雷再次出版了《圖書館裡的貓》的續集《杜威的九生九世》。同年，薇琪又出版了兒童書《Dewey's Christmas at the Library》。

## 著作
| 年份   | 書名                                           |
| ------ | ---------------------------------------------- |
| 2008年 | 《圖書館裡的貓》                               |
| 2009年 | 《Dewey: The Library Cat》（插畫書）           |
| 2009年 | 《Dewey: There's a Cat in the Library!》       |
| 2010年 | 《Dewey's Christmas at the Library》（插畫書） |
| 2010年 | 《杜威的九生九世》                             |

## 榮譽
2012年薇琪獲得了愛荷華州學校圖書館員協會的金翅雀獎。

## 外部連結
- 杜威·樂讀·布克斯的官方網站 （页面存档备份，存于） （英文）
- 史班賽公共圖書館官網 （英文）